# Miloshagedis
De miloshagedis (Podarcis milensis) is een hagedis uit de familie echte hagedissen (Lacertidae).

## Naam en indeling
De wetenschappelijke naam van de soort werd voor het eerst voorgesteld door Jacques von Bedriaga in 1882. Oorspronkelijk werd de wetenschappelijke naam Lacerta muralis fusca var. milensis gebruikt. De soortaanduiding milensis betekent vrij vertaald 'levend op Milos.

### Ondersoorten
Er worden drie ondersoorten erkend, die voornamelijk verschillen in uiterlijke kenmerken en verspreidingsgebied. Vroeger werd ook een ondersoort Podarcis milensis schweizeri beschreven maar deze wordt niet langer erkend.
| Naam                            | Auteur         | Verspreidingsgebied                  |
| ------------------------------- | -------------- | ------------------------------------ |
| Podarcis milensis adolfjordansi | Buchholz, 1962 | Ananes                               |
| Podarcis milensis gerakuniae    | Müller, 1938   | Falkonera                            |
| Podarcis milensis milensis      | Bedriaga, 1882 | De rest van het verspreidingsgebied. |

## Uiterlijke kenmerken
De miloshagedis is goed te herkennen aan een wat donkere en vaak zelfs zwarte kop en flank, met ronde witte vlekken op de flanken. De Engelsen spreken weleens over een 'dalmatiër hagedis', hoewel het eigenlijk andersom is; een zwarte achtergrond met witte vlekken die bij de man wat blauwig zijn. De vrouwtjes hebben meestal twee witgele lengtestrepen op de flank en een wat valere kleur en tekening. In de paartijd kleuren de vlekken op de flanken van de man felblauw en de hals oranje. De onderzijde van de kop en nek en de randen van de schubben op de buik zijn eveneens zwart en de meeste exemplaren hebben blauwe okselvlekken. De hagedis kan een maximale lichaamslengte bereiken van 25 centimeter.

## Levenswijze
De miloshagedis is overdag actief en bodembewonend hoewel het dier ook goed kan klimmen. De vrouwtjes zetten meerdere keren per jaar eieren af, een legsel bestaat uit een tot drie eitjes. Op het menu staan kleine ongewervelden zoals insecten.
Op de meeste eilanden van de Egeïsche Zee is komt de Egeïsche muurhagedis (Podarcis erhardii) voor, maar op Milos en omgeving is de soort verdrongen door de miloshagedis. De miloshagedis is in tegenstelling tot wat men zou verwachten sterker verwant aan de 'gewone' muurhagedis (Podarcis muralis) dan aan de Egeïsche muurhagedis.

## Verspreiding en habitat

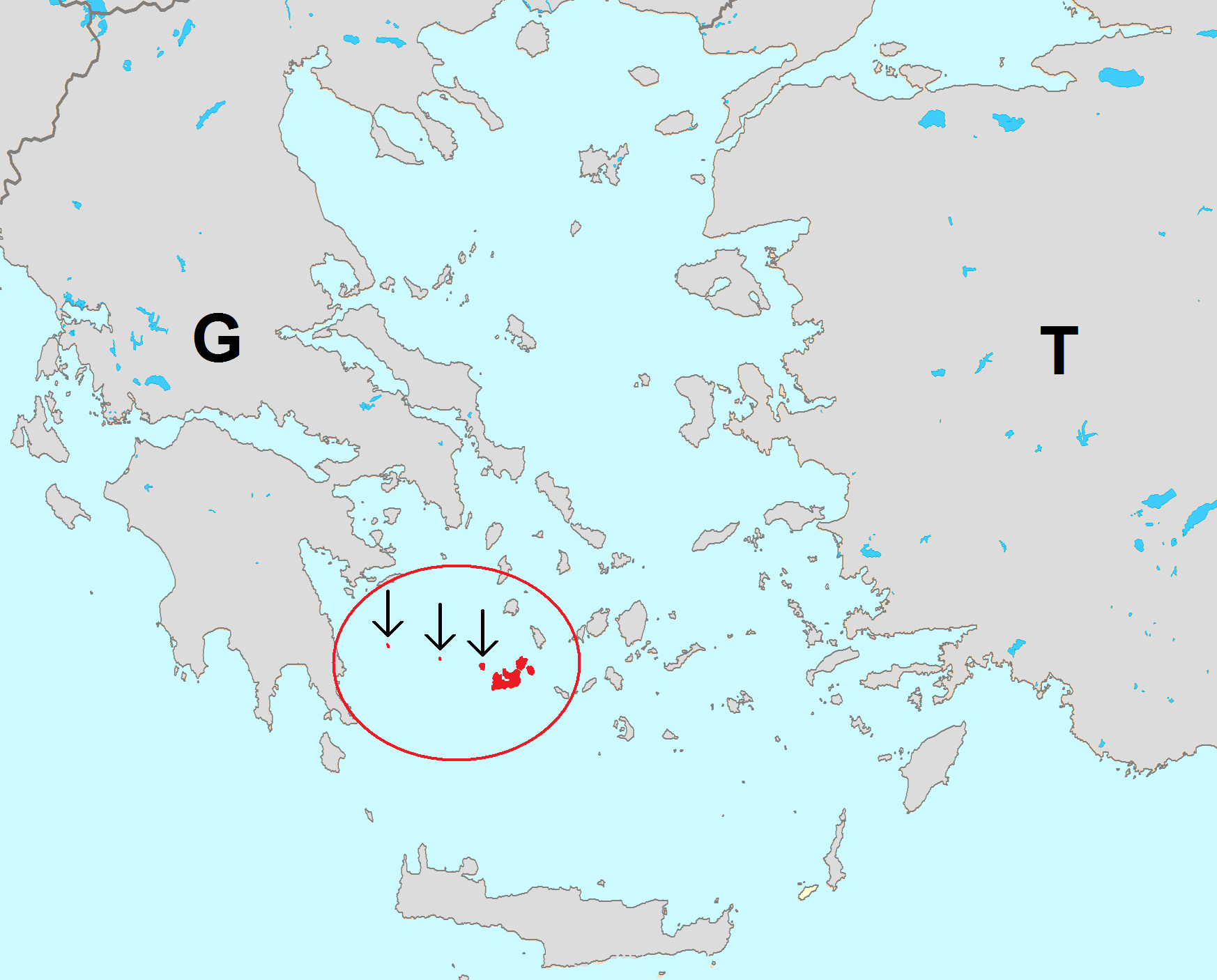
Verspreidingsgebied in het rood.

De miloshagedis komt voor op de Cycladen en Milos en de omliggende eilanden. Het voedsel bestaat uit insecten en andere ongewervelden. De habitat bestaat uit muurtjes en steenhopen in niet al te droge biotopen met enige vegetatie, bij voorkeur in de buurt van water. De hagedis leeft in streken met een scrubland- vegetatietype, agrarische gebieden en zandduinen. De hagedis is aangetroffen van zeeniveau tot op een hoogte van ongeveer 685 meter boven zeeniveau.

## Beschermingsstatus
Door de internationale natuurbeschermingsorganisatie IUCN is de beschermingsstatus 'kwetsbaar' toegewezen (Vulnerable of VU).
De hagedis is kwetsbaar vanwege het relatief kleine verspreidingsgebied. Het areaal is kleiner dan twintig vierkante kilometer. In sommige delen van het verspreidingsgebied kan de hagedis massaal voorkomen. Vroeger werd de soort in grote aantallen gevangen in het wild voor de handel in exotische dieren, maar deze praktijk behoort tot het verleden.